# (36182) Montigiani
(36182) Montigiani est un astéroïde de la ceinture principale et plus spécifiquement du groupe de Hilda.

## Description
(36182) Montigiani est un astéroïde du groupe de Hilda. Il présente une orbite caractérisée par un demi-grand axe de 3,98 UA, une excentricité de 0,20 et une inclinaison de 4,5° par rapport à l'écliptique.

## Compléments